# Emma Graselli

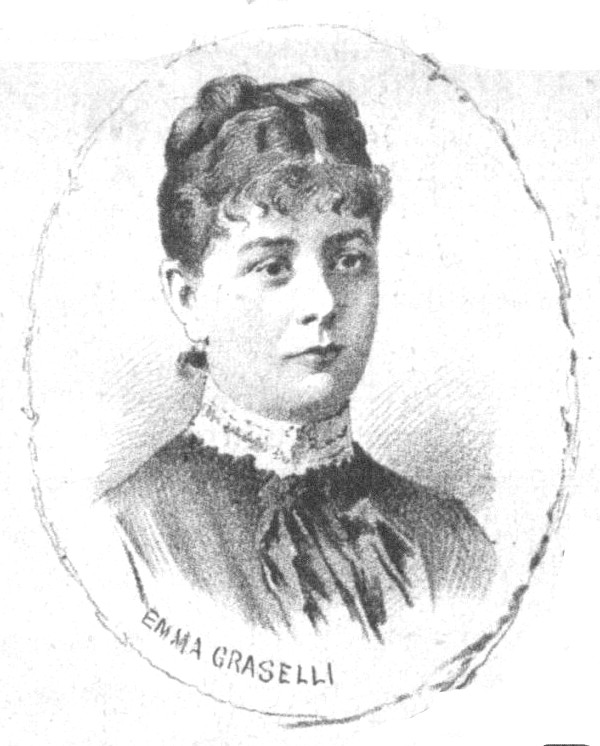
Emma Graselli im Jahre 1885

Emma Graselli, eigentlich Emma Katharina Graßl, verheiratete Kolbenheyer (* 25. Mai 1856 in Wien; † 9. August 1922 ebenda) war eine österreichische Tänzerin.

## Leben
Graselli wurde 1878 als Tänzerin und Mimikerin an das k.k. österreichische Hofoperntheater verpflichtet, wo sie bis mindestens 1902 mehr als 200 Mal auftrat. Ihr Bruder war der Schauspieler Franz Josef Graselli (1856–1929), dessen Frau, die Schauspielerin Gisela Graselli-Magnus (1864-nach 1902), ihre Schwägerin.
Im März 1908 trat sie in Pension. 1910 heiratete sie den Privatingenieur Leopold Holbenheyer (1967–1934).